# Joseph Johann von Littrow

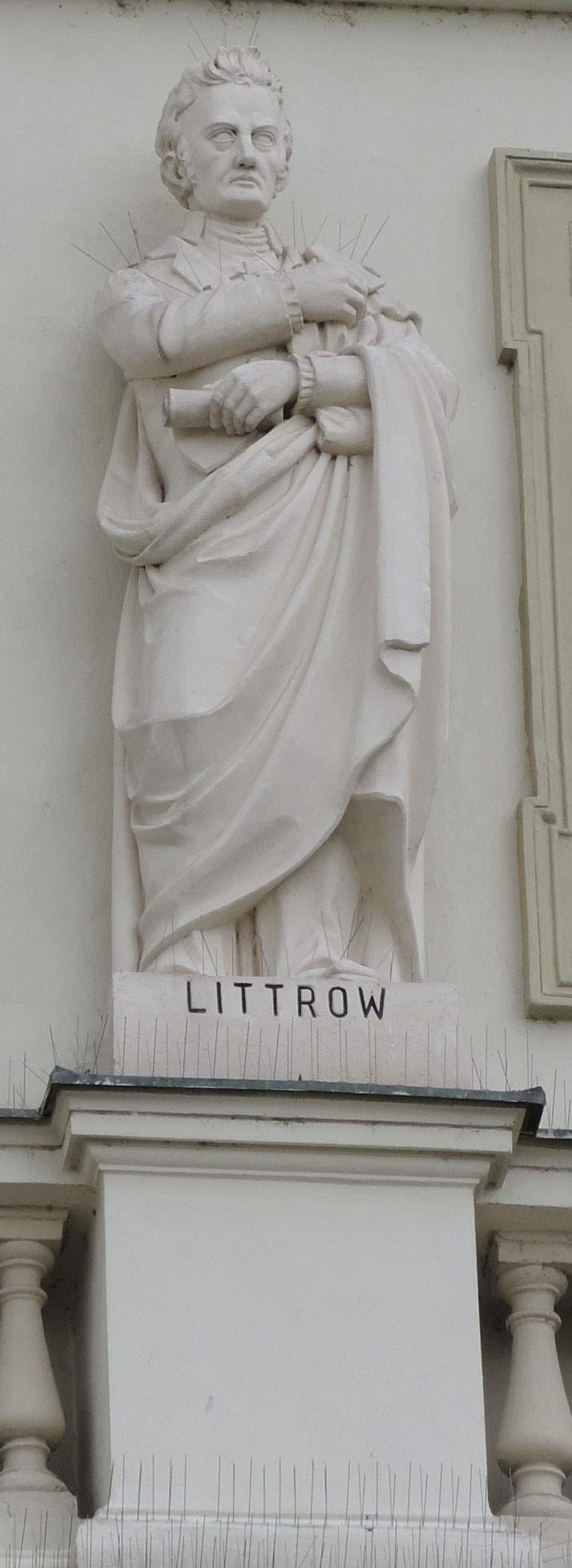
Littrowova socha na budově reálného gymnázia (nyní Justiční akademie) v Kroměříži

Joseph Johann von Littrow (někdy také Johann Josef Littrow) (13. března 1781 Horšovský Týn – 30. listopadu 1840 Vídeň) byl rakouský astronom.
V letech 1799–1803 vystudoval Karlovu univerzitu v Praze v oborech právo a theologie. Sám se pak naučil astronomii a matematiku. Poté působil jako profesor astronomie na univerzitách v Krakově, Kazani a Budapešti.
Na univerzitě v Kazani založil v roce 1810 hvězdárnu a v roli učitele se zde také setkal s významným matematikem Nikolajem Ivanovičem Lobačevským.
Od roku 1819 byl ředitelem vídeňské observatoře až do své smrti v roce 1840. V roce 1836 obdržel dědičný šlechtický titul (a tedy i právo používat přídomek von Littrow).
Měl celkem 12 dětí. Astronomem byl i jeden z jeho synů (Karl Ludwig Edler von Littrow), další (Heinrich von Littrow) byl kartografem.
Je po něm pojmenován měsíční kráter Littrow a přilehlé měsíční údolí, v němž přistála výprava Apollo 17. V Kroměříži je na budově Justiční akademie umístěna jeho socha. On sám vymyslel název pro křivku zvanou astroida. V optice vynalezl tzv. Littrowův hranol a Littrowovo uspořádání optické mřížky, což je pilovitý výbrus, který umožňuje maximalizovat disperzi pro určitou vlnovou délku.